# Aurach (Landkreis Ansbach)
 For alternative betydninger, se Aurach. (Se også artikler, som begynder med Aurach)
Aurach er en kommune i Landkreis Ansbach i i Regierungsbezirk Mittelfranken i den tyske delstat Bayern.

## Geografi
Aurach ligger mellem Altmühl og Frankenhöhe cirka halvejs mellem Ansbach og Feuchtwangen.

### Nabokommuner
- Herrieden
- Leutershausen
- Feuchtwangen
- Dombühl

### Inddeling
Kommunen består af følgende 12 landsbyer:
| - Aurach - Dietenbronn - Eyerlohe - Gindelbach | - Gutenmühle - Haselmühle - Hilsbach - Vehlberg | - Wahrberg - Weinberg - Westheim - Windshofen |

### Venskabsbyer
- Dorfhain i Sachsen
- Aurach bei Kitzbühel (Østrig)
- Aurach am Hongar (Østrig)
- Velké Karlovice i Østmähren (Tjekkiet)

## Religion
- 66,4 % katolsk
- 23,6 % evangelisk
- 10,0 % forskellige